# Chóra (Kýthnos)
Kýthnos (en grec moderne : Κύθνος) ou Chóra (Χώρα), également appelée Messariá (Μεσαριά), est la capitale de l'île grecque de Kýthnos et le siège du dème de Kýthnos. Selon le recensement de 2011, la localité compte 561 habitants.

## Nom
Comme il est d'usage pour de nombreuses capitales des îles de la mer Égée, elle s'appelle Chóra, mais les habitants la connaissent aussi sous le nom de Messariá. Ce nom est attribué au fait qu'elle est construite à l'intérieur des terres, donc au milieu (messi) de l'île. Une autre explication pourrait être que le nom dérive du franc, Missaria. Les habitants sont appelés Messariotes,.

## Description
Chóra est située dans la partie centrale et nord de l'île. C'était une petite communauté agricole, mais elle s'est développée en un plus grand village à partir du XVIIe siècle. Selon la légende, les habitants ont quitté leur capitale, le château d'Oriá (el), en 1537 après J.-C., après l'invasion du pirate Barberousse, et ont préféré s'installer loin de la côte. Les premières maisons ont été construites autour de l'église Agía Triadá. 
En 1791, la première école de l'île a été ouverte dans le monastère de la Vierge de Níkos, à la périphérie de Chóra. Le premier enseignant était le moine Parthénios Kouloúris de Sífnos, qui fut ensuite remplacé par un moine local, Makários Filippéos, qui enseigna avec succès pendant plusieurs années. Après la révolution grecque, Chóra a été proclamée capitale officielle de l'île. Les trois premières classes de l'école élémentaire de Kýthnos sont hébergées à Chóra. Les autres classes se trouvent dans un autre village, à Dryopída. On y trouve également un centre médical régional et différents commerces et restaurants touristiques.

## Patrimoine bâti
Chóra possède de nombreuses églises et de deux monastères, Agía Triadá, la plus ancienne église de l'île, l'église Saint-Sávvas datant du XVIIe siècle, l'église de la Transfiguration du Sauveur avec une iconostase datant du XVIIe siècle, l'église Saint-Jean-le-Théologien, Saint-Nicolas, Sainte-Barbara à Astéras, le monastère de la Vierge de Níkos et le monastère Saint-Jean-Baptiste à Chordáki. De vieux moulins à vent détruits se trouvent aussi à Kýthnos,,.
Il est prévu que Chóra acquière le nouveau musée archéologique de Kýthnos, qui abritera de nombreuses découvertes et objets provenant de l'ancienne capitale de l'île, Vryókastro. Il est également destiné à accueillir la collection archéologique en plein air du parc du catholicon de Chóra, où des sculptures et des objets architecturaux sont exposés depuis 1973,.

## Galerie

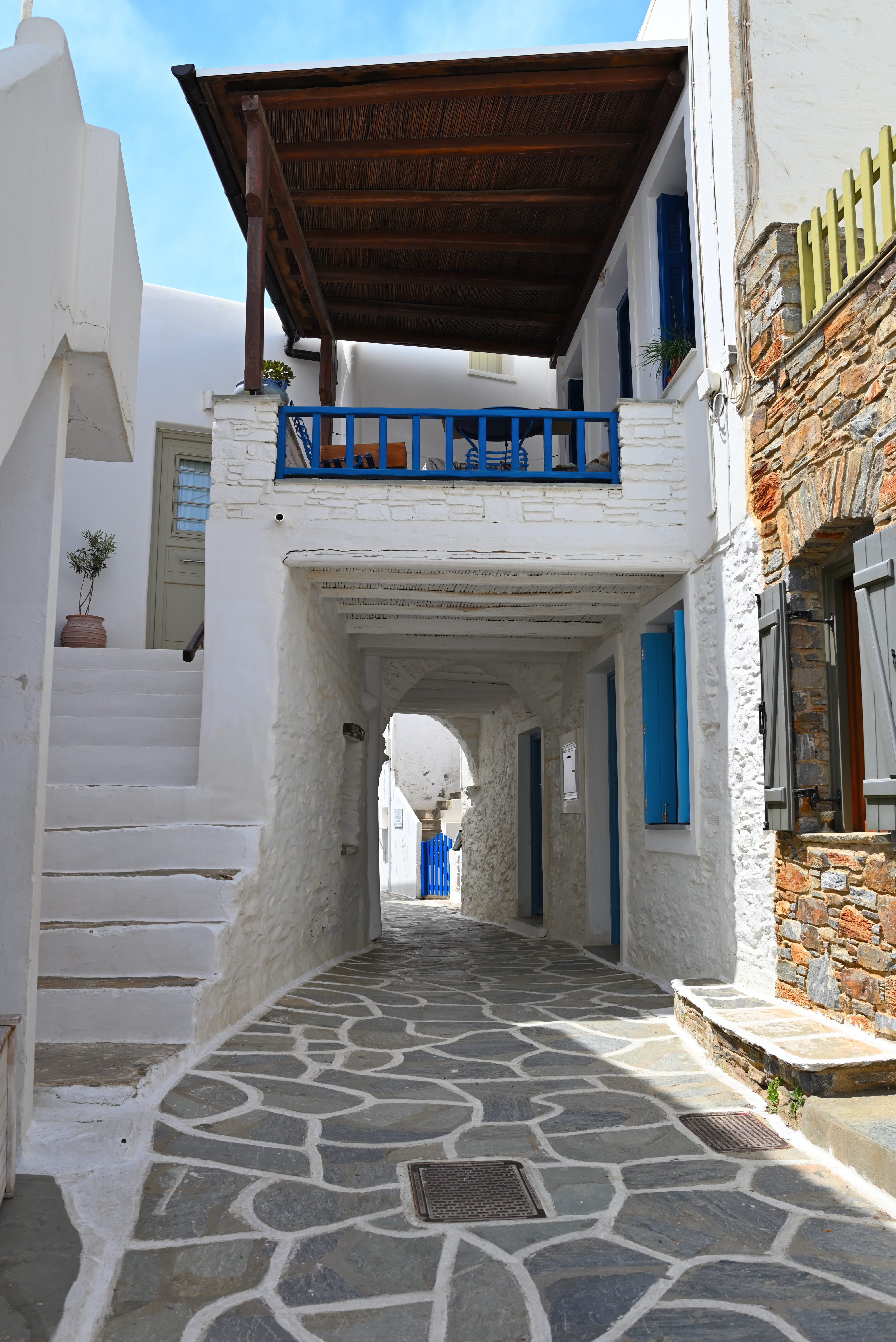
Ruelle à Chóra
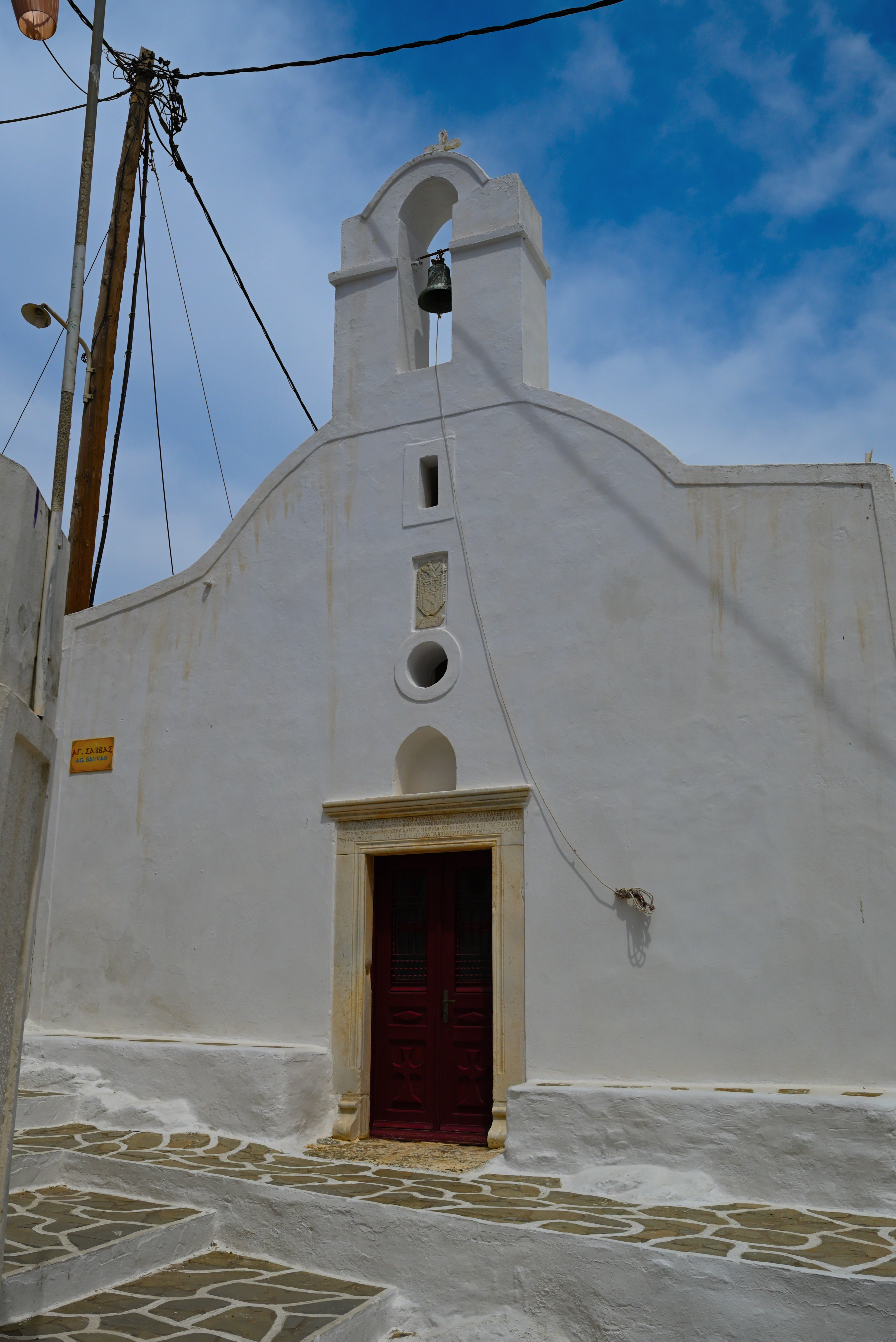
L'église Saint-Sabas
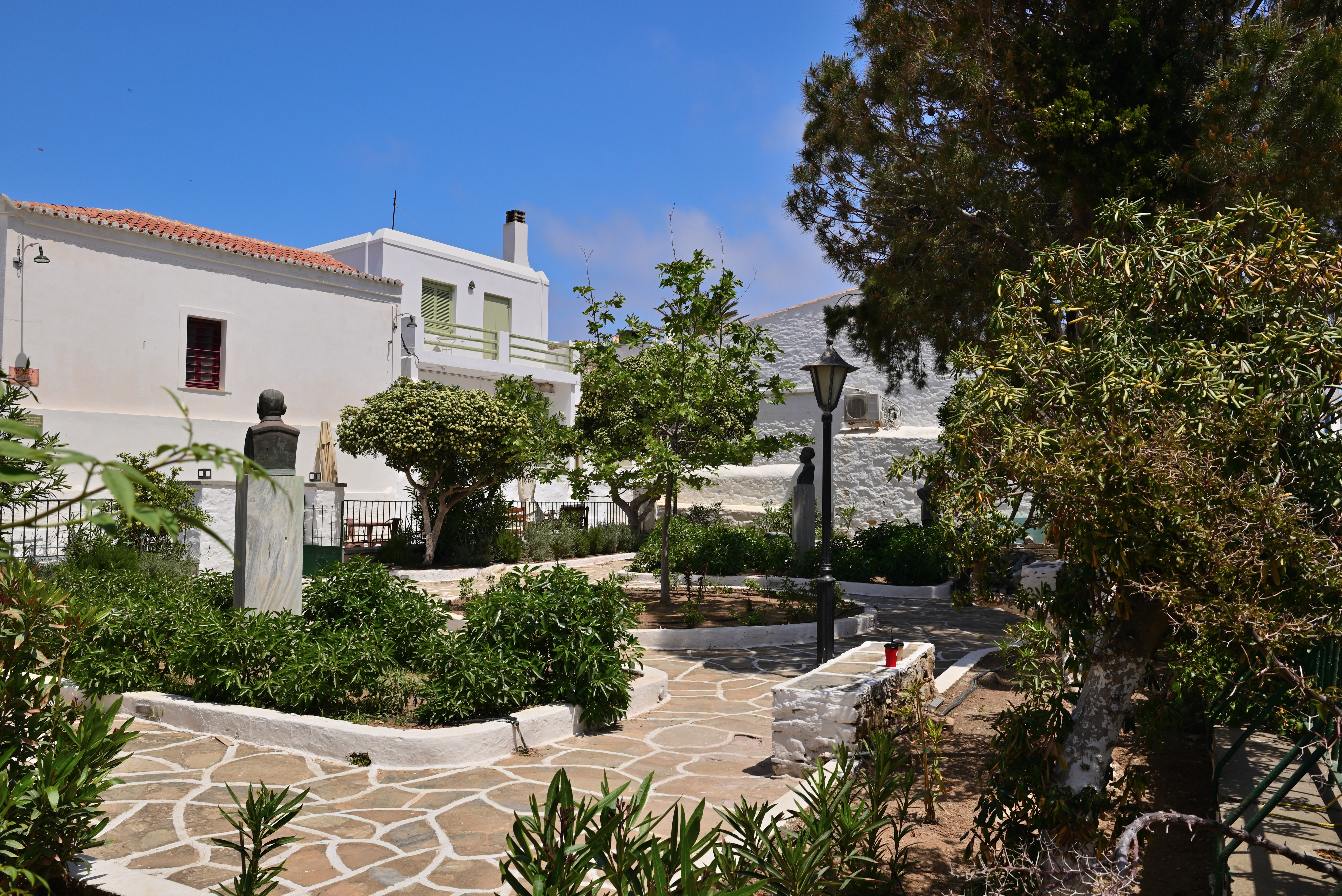
Un parc